# Journal of Research of the National Institute of Standards and Technology
Das Journal of Research of the National Institute of Standards and Technology ist die wichtigste Peer-Review Fachzeitschrift des National Institute of Standards and Technology.
Die erste Ausgabe erfolgte 1904 als Bulletin of the Bureau of Standards. 1928 wurde es mit den Technologic Papers zusammengelegt und führte fortan den Namen Bureau of Standards Journal of Research. Im Jahr 1959 wurde die Zeitschrift in die Sektionen A, B, C und D aufgespalten. Die Sektion A befasste sich mit Physik und Chemie, die Sektion B mit Mathematik und mathematischer Physik, die Sektion C mit Ingenieurwissenschaften und Instrumentierung und die Sektion D mit Radiotechnik, Kommunikation und Atmosphärenphysik. 1977 wurden die Sektionen A und B wieder vereint und trugen fortan den Titel Journal of Research of the National Bureau of Standards. Nach der Umbenennung des National Bureau of Standard in das National Institute of Standards an Technology bekam die Zeitschrift 1988 ihren heutigen Namen.
Die Zeitschrift hatte laut dem Web of Science 2019 einen Impact Factor von 0,741. Damit belegte sie in der Kategorie Instruments & Instrumentation den 56. von 64 und in der Kategorie angewandte Physik den 142. von 154 Plätzen.
Der aktuelle Chefredakteur ist Ron B. Goldfarb.